# Sistema Internacional de Unidades
| Símbolo | Nome                    | Grandeza                 |
| ------- | ----------------------- | ------------------------ |
| A       | ampere                  | corrente elétrica        |
| K       | kelvin                  | temperatura              |
| s       | segundo                 | tempo                    |
| m       | metro                   | comprimento              |
| kg      | quilograma ou kilograma | massa                    |
| cd      | candela                 | intensidade luminosa     |
| mol     | mol ou mole             | quantidade de substância |

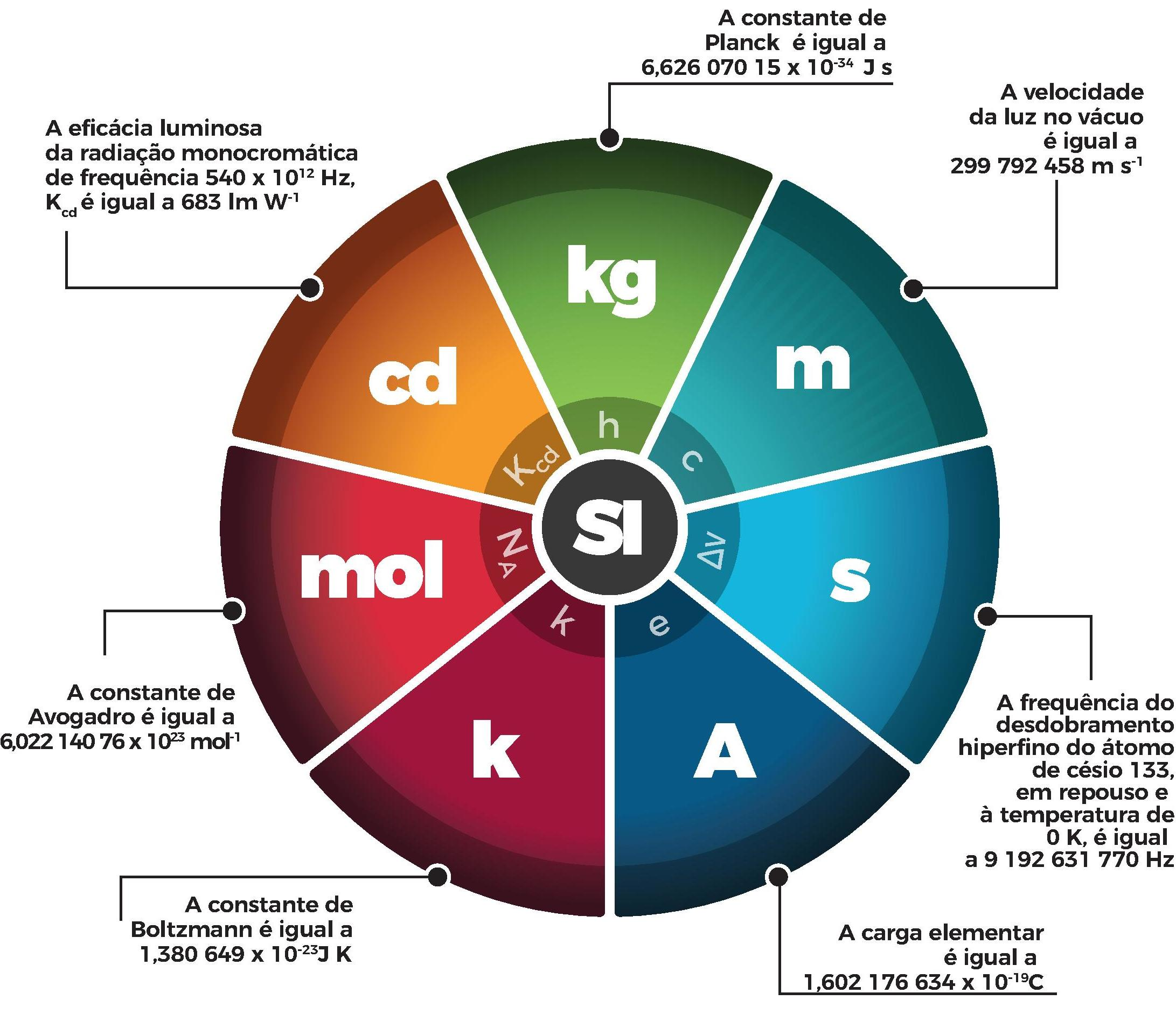
Unidades básicas do SI redefinidas a partir de 7 constantes fundamentais

Sistema Internacional de Unidades (sigla SI, do francês Système International d'unités) é a forma moderna do sistema métrico e é geralmente um sistema de unidades de medida concebido em torno de sete unidades básicas e da conveniência do número dez. É o sistema de medição mais usado do mundo, tanto no comércio todos os dias e na ciência. O SI é um conjunto sistematizado e padronizado de definições para unidades de medida, utilizado em quase todo o mundo moderno, que visa a uniformizar e facilitar as medições e as relações internacionais daí decorrentes.
O antigo sistema métrico incluía vários grupos de unidades. O SI foi desenvolvido em 1960 do antigo sistema metro-quilograma-segundo, ao invés do sistema centímetro-grama-segundo, que, por sua vez, teve algumas variações. Visto que o SI não é estático, as unidades são criadas e as definições são modificadas por meio de acordos internacionais entre as muitas nações conforme a tecnologia de medição avança e a precisão das medições aumenta.
O sistema tem sido quase universalmente adotado. As três principais exceções são a Myanmar, a Libéria e os Estados Unidos. O Reino Unido adotou oficialmente o Sistema Internacional de Unidades, mas não com a intenção de substituir totalmente as medidas habituais.
Considera-se que a primeira ideia de um sistema métrico seja do filósofo John Wilkins, primeiro secretário da Royal Society de Londres em 1668. Porém não teve sucesso, sendo na França onde o sistema unificado realmente saiu do papel. Em 1875, o tratado internacional Convenção do Metro (do francês Convention du Mètre) foi assinado por vários países, para estabelecer organizações responsáveis por um sistema uniforme de medidas. Que em 1889, definiram os protótipos internacionais de metro e quilograma na Primeira Conferência Geral de Pesos e Medidas.
Existem grandezas que não apresentam unidades de medida, resultados da divisão entre grandezas iguais. Existem outras não derivadas das básicas, como por exemplo o número de moléculas de uma substância determinadas por contagem.

## História

Países por data de adoção do sistema métrico ou do SI. As cores do verde ao vermelho mostram o padrão do sistema métrico entre 1795-1998. A cor preta identifica os países que não adotaram o sistema métrico como o seu sistema primário de medição. A cor branca identifica os países que já utilizavam o sistema métrico no momento em que conquistaram a sua independência

Para efetuar medidas é necessário fazer uma padronização, escolhendo unidades para cada grandeza. Antes da instituição do Sistema Métrico Decimal, as unidades de medida eram definidas de maneira arbitrária, variando de um país para outro, dificultando as transações comerciais e o intercâmbio científico entre eles. As unidades de comprimento, por exemplo, eram quase sempre derivadas das partes do corpo do rei de cada país: a jarda, o pé, a polegada e outras. Até hoje, estas unidades são usadas nos Estados Unidos, embora definidas de uma maneira menos individual, mas através de padrões restritos às dimensões do meio em que vivem e não mais as variáveis desses indivíduos.
Em 1585, o matemático flamengo Simon Stevin publicou um pequeno panfleto chamado La Thiende, no qual ele apresentou uma conta elementar e completa de frações decimais e sua utilização diária. Embora ele não tenha inventado as frações decimais e sua notação, ele estabeleceu seu uso na matemática do dia-a-dia. Ele declarou que a introdução universal da cunhagem decimal, medidas e pesos seria apenas uma questão de tempo. No mesmo ano, ele escreveu La Disme sobre o mesmo assunto.
Há registros de que a primeira ideia de um sistema métrico seja de John Wilkins, primeiro secretário da Royal Society de Londres em 1668, porém a ideia não vingou e a Inglaterra continuou com os diferentes sistemas de pesos e medidas.
Foi na França onde a ideia de um sistema unificado saiu do papel. A proliferação dos diferentes sistemas de medidas foi uma das causas mais frequentes de litígios entre comerciantes, cidadãos e cobradores de impostos. Com o país unificado com uma moeda única e um mercado nacional havia um forte incentivo econômico para romper com essa situação e padronizar um sistema de medidas. O problema inconsistente não era as diferentes unidades, mas os diferentes tamanhos das unidades. Ao invés de simplesmente padronizar o tamanho das unidades existentes, os líderes da Assembleia Nacional Constituinte Francesa decidiram que um sistema completamente novo deveria ser adotado.
O Governo Francês fez um pedido à Academia Francesa de Ciências para que criasse um sistema de medidas baseadas em uma constante não arbitrária. Após esse pedido, um grupo de investigadores franceses, composto de físicos, astrônomos e agrimensores, deu início a esta tarefa, definindo assim que a unidade de comprimento metro deveria corresponder a uma determinada fração da circunferência da Terra e correspondente também a um intervalo de graus do meridiano terrestre. Em 22 de junho de 1799 foi depositado, nos Arquivos da República em Paris, dois protótipos de platina iridiada, que representam o metro e o quilograma, ainda hoje conservados no Escritório Internacional de Pesos e Medidas (Bureau international des poids et mesures) na França.
Em 20 de maio de 1875 um tratado internacional conhecido como Convention du Mètre (Convenção do Metro), foi assinado por 17 Estados. Este tratado estabeleceu as seguintes organizações para conduzir as atividades internacionais em matéria de um sistema uniforme de medidas:
- Conférence Générale des Poids et mesures (CGPM), uma conferência intergovernamental de delegados oficiais dos países membros e da autoridade suprema para todas as ações;
- Comité international des poids et mesures (CIPM), composta por cientistas e metrologistas, que prepara e executa as decisões da CGPM e é responsável pela supervisão do Bureau Internacional de Pesos e Medidas;
- Bureau International des Poids et mesures (BIPM), um laboratório permanente e centro mundial da metrologia científica, as atividades que incluem o estabelecimento de normas de base e as escalas das quantidades de capital físico e manutenção dos padrões protótipo internacional.[7][8]

Em 1889, a Primeira Conferência Geral de Pesos e Medidas (I CGPM) definiu os protótipos internacionais de metro e quilograma e as próximas conferências definiram as demais unidades que hoje são as bases do SI. A partir da criação destas organizações todo e qualquer assunto relacionado a medição são de sua responsabilidade. Mais tarde, a CGPM estabeleceu que o sistema métrico internacional seria designado Sistema Internacional, com abreviatura SI em todos os idiomas. O SI foi adotado globalmente por praticamente todos os países. As três exceções são Myanmar, Libéria e os Estados Unidos. Com o passar do tempo outras unidades foram adicionadas ao SI nas posteriores CGPMs: ampère (corrente elétrica) em 1946, kelvin (temperatura absoluta) e candela (luminosidade) em 1954 e mol (quantidade de matéria) em 1971.
Em 1955, foi criada a Organização Internacional de Metrologia Legal (OIML), que harmoniza internacionalmente as legislações dos países em relação às unidades de medida.
Em 1960, o "Sistema Métrico Decimal" foi substituído pelo "Sistema Internacional de Unidades" (SI), mais sofisticado que o anterior, criado na 11ª Conferência Geral de Pesos e Medidas (CGPM), na tentativa de padronizar as unidades de medida, com objetivo de facilitar seu uso tornando acessíveis. A 11ª CGPM define um grupo de sete grandezas independentes denominadas de "Grandezas de Base", que a partir dessas, as demais grandezas são definidas, denominadas "Grandezas Derivadas".

Em novembro de 2018, durante a 26ª reunião da Conferência Geral de Pesos e Medidas (CGPM), a Metrologia deu um passo histórico, pois o Escritório Internacional de Pesos e Medidas (BIPM) revisou as definições para o quilograma, ampère, kelvin e mol. Essa revisão se tornou efetiva a partir de 20 de maio de 2019.

Os países que adotaram oficialmente o sistema métrico (verde). Apenas três das 203 nações não adotaram oficialmente o Sistema Internacional de Unidades como seu sistema principal ou único de medição: Mianmar, Libéria e Estados Unidos. Os Estados Unidos são o único país industrializado do mundo que têm uma aversão ao uso do Sistema Internacional de Unidades como o sistema predominante de medida.

### Redefinição do SI
No sistema em vigor até 19 maio de 2019, os valores das constantes fundamentais eram determinados a partir de experimentos. O quilograma era definido a partir de um protótipo internacional, um cilindro formado por liga de platina e irídio e, essa era a unidade utilizada para determinar a massa de um próton, de um elétron ou de outras partículas elementares. Isso levava à situação notável de que os valores das constantes fundamentais estavam em um estado permanente de mudança, já que nossas capacidades de medição eram refletidas nesses valores. A cada quatro anos, por exemplo, um novo valor numérico era atribuído à carga de um elétron; a carga em si não mudava, a mudança ocorria em nossa capacidade de medir, portanto, nossa compreensão do mundo.
Em nosso mundo de alta tecnologia, no qual o nanômetro há muito tempo se tornou comum, qualquer mudança de tamanho em um protótipo têm um impacto significativo na definição de uma unidade e, portanto, deve ser evitada. A menor variação na temperatura leva a uma mudança no comprimento do protótipo, e os resultados ficariam ainda piores caso o protótipo fosse danificado. A solução para esse problema é evitar o uso de uma medida material, como um protótipo, para definir uma unidade e buscar uma constante fundamental. As constantes fundamentais são propriedades físicas invariantes, como a velocidade da luz ou a carga de um elétron.
Veja como eram e como ficaram as unidades de base do SI, após a redefinição.
| Unidade do SI                               | Até 19 de maio de 2019 | A partir de 20 de maio de 2019 |
| ------------------------------------------- | --- | --- |
| metro (m) Grandeza comprimento              | Comprimento do trajeto percorrido pela luz no vácuo durante um intervalo de tempo de 1/299 792 458 de segundo. | Comprimento do trajeto percorrido pela luz no vácuo durante um intervalo de tempo de 1/299 792 458 de segundo. |
| quilograma (kg) Grandeza massa              | Massa equivalente à do protótipo internacional do quilograma, que é um cilindro de uma liga de platina e irídio com 39 milímetros de diâmetro e 39 milímetros de altura cuja massa deve ser igual a 1 decímetro cúbico de água destilada a 4,44 °C. | Definido nos termos da constante de Planck, assegurando estabilidade de longo prazo à unidade de massa do SI. Sua realização pode ser realizada por qualquer método viável (exemplos: balança de Kibble – watt – ou o método da determinação da constante de Avogadro, por meio da estimativa do número de átomos em uma esfera de silício). |
| segundo (s) Grandeza tempo                  | Equivalente à duração de 9 192 631 770 períodos da radiação correspondente à transição entre os dois níveis hiperfinos do estado fundamental do átomo de césio 133. | Equivalente à duração de 9 192 631 770 períodos da radiação correspondente à transição entre os dois níveis hiperfinos do estado fundamental do átomo de césio 133. |
| ampère (A) Grandeza corrente elétrica       | Equivalente à intensidade de uma corrente elétrica constante que, se mantida em dois condutores paralelos, retilíneos, de comprimento infinito, de seção circular desprezível, e situados à distância de 1 metro entre si, no vácuo, produz entre estes condutores uma força igual a 2 x 10-7 newton por metro de comprimento. | Definido a partir da carga do elétron e sua redefinição não afeta a grande maioria dos usuários de medições. O volt e o ohm são definidos a partir da carga do elétron e da constante de Planck; o volt mudou cerca de 0,1 parte por milhão e o ohm ainda menos. |
| kelvin (K) Grandeza temperatura             | Definida como 1/273,16 da temperatura termodinâmica do ponto tríplice da água, ou seja, ao ponto triplo da água correspondem 273,16 kelvin. Obs.: Em termodinâmica, o ponto triplo é um estado particular de uma substância determinado por valores de temperatura e pressão, no qual as três fases de agregação da substância (sólido, líquido e gasoso) coexistem em equilíbrio. Isso acontece quando a água está a uma temperatura de 0,01 °C e a uma pressão de 0,0060373 atm. | Sua redefinição é nos termos da constante de Boltzmann e não tem efeito imediato na medição prática de temperatura ou na rastreabilidade dessas medições e, para a maioria dos usuários, passa despercebida. A redefinição assenta as bases para futuros aprimoramentos na medição. Uma definição livre de materialização e de limitações tecnológicas permite o desenvolvimento de novas técnicas, aperfeiçoadas, para tornar as medições rastreáveis ao SI, especialmente em temperaturas extremas.                                                  |
| mol (mol) Grandeza Quantidade de substância | Equivalente à quantidade de substância de um sistema que contém tantas entidades elementares quantos átomos existem em 0,012 quilograma de carbono 12. | Foi redefinido respeitando uma quantidade específica de entidades (tipicamente átomos ou moléculas) e não depende mais da unidade de massa, o quilograma. A rastreabilidade continua podendo ser estabelecida por meio das técnicas já existentes, incluindo o uso de medição de massa juntamente com tabelas de pesos atômicos e a constante de massa molar (que continuará sendo aproximadamente 1 g/mol). Os pesos atômicos não foram afetados pela mudança. A variação na incerteza é tão pequena que não vai requer nenhuma mudança nas medições. |
| candela (cd) Grandeza Intensidade Luminosa  | Equivalente à intensidade luminosa, numa dada direção, emitida por uma fonte de radiação monocromática de frequência igual a 540 x 1012 Hz e cuja intensidade energética radiante, na mesma direção, é de 1⁄683 watt por esterradiano. | Equivalente à intensidade luminosa, numa dada direção, emitida por uma fonte de radiação monocromática de frequência igual a 540 x 1012 Hz e cuja intensidade energética radiante, na mesma direção, é de 1⁄683 watt por esterradiano. |

## Unidades do SI

### Básicas

Os símbolos das unidades do SI e alguns objetos do cotidiano relacionados

Definiram-se sete grandezas físicas postas como básicas ou fundamentais, passando a existir sete unidades básicas correspondentes — as unidades bases do SI dimensionalmente axiomáticas e independentes entre si — descritas na tabela. A partir delas, derivam todas as outras unidades existentes. As unidades bases são (m, kg, s, A, K, mol, cd):
| Grandeza                  | Unidade    | Símbolo |
| ------------------------- | ---------- | ------- |
| Comprimento               | metro      | m       |
| Massa                     | quilograma | kg      |
| Tempo                     | segundo    | s       |
| Corrente elétrica         | ampere     | A       |
| Temperatura termodinâmica | kelvin     | K       |
| Quantidade de substância  | mol        | mol     |
| Intensidade luminosa      | candela    | cd      |

### Derivadas
Consideram-se unidades derivadas do SI apenas aquelas que podem ser expressas através das unidades básicas do SI e sinais de multiplicação e divisão. Desse modo, há apenas uma unidade do SI para cada grandeza. Contudo, para cada unidade do SI pode haver várias grandezas. Às vezes, dão-se nome especial e símbolo particular às unidades derivadas (rad, sr, kat, Bq, F, C, S, Gy, Sv, J, lm, Wb, N, Hz, H, T, lx, W, Pa, omega, ºC, V):
| Grandeza                       | Unidade        | Símbolo | Dimensional analítica | Dimensional sintética |
| ------------------------------ | -------------- | ------- | --------------------- | --------------------- |
| Ângulo plano                   | radiano        | rad     | 1                     | m/m                   |
| Ângulo sólido                  | esferorradiano | sr      | 1                     | m²/m²                 |
| Atividade catalítica           | katal          | kat     | mol/s                 | ---                   |
| Atividade radioativa           | becquerel      | Bq      | 1/s                   | ---                   |
| Capacitância                   | farad          | F       | A²·s²·s²/(kg·m²)      | A·s/V                 |
| Carga elétrica                 | coulomb        | C       | A·s                   | ---                   |
| Condutância                    | siemens        | S       | A²·s³/(kg·m²)         | A/V                   |
| Dose absorvida                 | gray           | Gy      | m²/s²                 | J/kg                  |
| Dose equivalente               | sievert        | Sv      | m²/s²                 | J/kg                  |
| Energia                        | joule          | J       | kg·m²/s²              | N·m                   |
| Fluxo luminoso                 | lúmen          | lm      | cd                    | cd·sr                 |
| Fluxo magnético                | weber          | Wb      | kg·m²/(s²·A)          | V·s                   |
| Força                          | newton         | N       | kg·m/s²               | ---                   |
| Frequência                     | hertz          | Hz      | 1/s                   | ---                   |
| Indutância                     | henry          | H       | kg·m²/(s²·A²)         | Wb/A                  |
| Intensidade de campo magnético | tesla          | T       | kg/(s²·A)             | Wb/m²                 |
| Luminosidade                   | lux            | lx      | cd/m²                 | lm/m²                 |
| Potência                       | watt           | W       | kg·m²/s³              | J/s                   |
| Pressão                        | pascal         | Pa      | kg/(m·s²)             | N/m²                  |
| Resistência elétrica           | ohm            | Ω       | kg·m²/(s³·A²)         | V/A                   |
| Temperatura em Celsius         | grau Celsius   | °C      | ---                   | ---                   |
| Tensão elétrica                | volt           | V       | kg·m²/(s³·A)          | W/A                   |

Até 1995, havia duas unidades suplementares: o radiano e o esferorradiano (esterradiano, em Portugal). Uma resolução da CGPM (Conferência Geral de Pesos e Medidas) de então tornou-as derivadas.
É fácil de perceber que, em tese, são possíveis incontáveis (por extensão, "infinitas") unidades derivadas do SI (por exemplo; m², m³, etc.), tantas quantas se possam imaginar com base nos princípios constitutivos fundamentais. As tabelas que se seguem não pretendem ser uma lista exaustiva. São, tão somente, uma apresentação organizada, tabelada, das unidades do SI das principais grandezas, acompanhadas dos respectivos nomes e símbolos. Na primeira tabela, unidades que não fazem uso das unidades com nomes especiais:[carece de fontes?]
| Grandeza              | Unidade                       | Símbolo |
| --------------------- | ----------------------------- | ------- |
| Área                  | metro quadrado                | m²      |
| Volume                | metro cúbico                  | m³      |
| Número de onda        | por metro                     | 1/m     |
| Densidade de massa    | quilograma por metro cúbico   | kg/m³   |
| Concentração          | mol por metro cúbico          | mol/m³  |
| Volume específico     | metro cúbico por quilograma   | m³/kg   |
| Velocidade            | metro por segundo             | m/s     |
| Aceleração            | metro por segundo ao quadrado | m/s²    |
| Densidade de corrente | ampère por metro ao quadrado  | A/m²    |
| Campo magnético       | ampère por metro              | A/m     |

Na segunda tabela, as que fazem uso na sua definição das unidades com nomes especiais.[carece de fontes?]
| Grandeza                | Unidade                         | Símbolo  | Dimensional analítica | Dimensional sintética |
| ----------------------- | ------------------------------- | -------- | --------------------- | --------------------- |
| Velocidade angular      | radiano por segundo             | rad/s    | 1/s                   | Hz                    |
| Aceleração angular      | radiano por segundo por segundo | rad/s²   | 1/s²                  | Hz²                   |
| Momento de força        | newton metro                    | N·m      | kg·m²/s²              | ----                  |
| Densidade de carga      | coulomb por metro cúbico        | C/m³     | A·s/m³                | ----                  |
| Campo elétrico          | volt por metro                  | V/m      | kg·m/(s³·A)           | W/(A·m)               |
| Entropia                | joule por kelvin                | J/K      | kg·m²/(s²·K)          | N·m/K                 |
| Calor específico        | joule por quilograma por kelvin | J/(kg·K) | m²/(s²·K)             | N·m/(K·kg)            |
| Condutividade térmica   | watt por metro por kelvin       | W/(m·K)  | kg·m/(s³·K)           | J/(s·m·K)             |
| Intensidade de radiação | watt por esferorradiano         | W/sr     | kg·m²/(s³·sr)         | J/(s·sr)              |

### Adimensional
Existem grandezas que não apresentam unidades de medida, as Grandeza Adimensional, pois são resultados da divisão entre duas grandezas iguais, como por exemplo o índice de refração, razão entre duas velocidades.

### De contagem
Também existem grandezas que não são derivadas das Grandezas de Base, como por exemplo o número de moléculas de uma substância que são determinadas por meio de contagem, sendo assim chamadas Grandezas de Contagem.

## Unidades aceites pelo SI
O SI aceita várias unidades que não pertencem ao sistema. As primeiras unidades deste tipo são unidades muito utilizadas no cotidiano:
| Grandeza                                    | Unidade  | Símbolo | Relação com o SI             |
| ------------------------------------------- | -------- | ------- | ---------------------------- |
| Tempo                                       | minuto   | min     | 1 min = 60 s                 |
| Tempo                                       | hora     | h       | 1 h = 60 min = 3600 s        |
| Tempo                                       | dia      | d       | 1 d = 24 h = 86 400 s        |
| Ângulo plano                                | grau     | °       | 1° = π/180 rad               |
| Ângulo plano                                | minuto   | ′       | 1′ = (1/60)° = π/10 800 rad  |
| Ângulo plano                                | segundo  | ″       | 1″ = (1/60)′ = π/648 000 rad |
| Volume                                      | litro    | l ou L  | 1 l = 0,001 m³               |
| Massa                                       | tonelada | t       | 1 t = 1000 kg                |
| Argumento logarítmico ou Ângulo hiperbólico | neper    | Np      | 1 Np = 1                     |
| Argumento logarítmico ou Ângulo hiperbólico | bel      | B       | 1 B = 1                      |

A relação entre o neper e o bel é: 1 B = 0,5 ln(10) Np. Alguns cientistas não consideram tanto o neper quanto o bel, ou o decibel, como unidades de fato, mas sim pseudo-unidades ou simplesmente indicadores. Outras unidades também são aceites pelo SI, mas tem uma relação com as unidades do SI determinada apenas por experimentos:
| Grandeza    | Unidade                  | Símbolo | Relação com o SI                     |
| ----------- | ------------------------ | ------- | ------------------------------------ |
| Energia     | elétron-volt             | eV      | 1 eV = 1,602 176 487(40) x 10−19 J   |
| Massa       | unidade de massa atômica | u       | 1 u = 1,660 538 782(83) x 10−27 kg   |
| Comprimento | unidade astronômica      | ua      | 1 ua = 1,495 978 706 91(30) x 1011 m |

Por fim, tem-se unidades que são aceites temporariamente pelo SI. Seu uso é desaconselhado.[carece de fontes?]
| Grandeza    | Unidade        | Símbolo | Relação com o SI                                 |
| ----------- | -------------- | ------- | ------------------------------------------------ |
| Comprimento | milha marítima | ----    | 1 milha marítima = 1852 m                        |
| Comprimento | ångström       | Å       | 1 Å = 10−10 m                                    |
| Velocidade  | nó             | ----    | 1 nó = 1 milha marítima por hora = 1852/3600 m/s |
| Área        | are            | a       | 1 a = 100 m²                                     |
| Área        | hectare        | ha      | 1 ha = 10 000 m²                                 |
| Área        | acre           | ----    | 40,47 a                                          |
| Área        | barn           | b       | 1 b = 10−28 m²                                   |
| Pressão     | bar            | bar     | 1 bar = 100 000 Pa                               |

## Prefixos oficiais
Os prefixos do SI permitem escrever quantidades sem o uso da notação científica, de maneira mais clara para quem trabalha em uma determinada faixa de valores. Os prefixos oficiais são:
| Prefixo  | Prefixo | Base 10 | Decimal     | Adoção |
| Nome     | Símbolo | Base 10 | Decimal     | Adoção |
| -------- | ------- | ------- | ----------- | ------ |
| quetta   | Q       | 1030    | 1000        | 2022   |
| ronna    | R       | 1027    | 1000        | 2022   |
| yotta    | Y       | 1024    | 1000        | 1991   |
| zetta    | Z       | 1021    | 1000        | 1991   |
| exa      | E       | 1018    | 1000        | 1975   |
| peta     | P       | 1015    | 1000        | 1975   |
| tera     | T       | 1012    | 1000        | 1960   |
| giga     | G       | 109     | 1000        | 1960   |
| mega     | M       | 106     | 1000        | 1873   |
| quilo    | k       | 103     | 1000        | 1795   |
| hecto    | h       | 102     | 100         | 1795   |
| deca     | da      | 101     | 10          | 1795   |
| —        | —       | 100     | 1           | —      |
| deci     | d       | 10−1    | 0,1         | 1795   |
| centi    | c       | 10−2    | 0,01        | 1795   |
| milli    | m       | 10−3    | 0,001       | 1795   |
| micro    | μ       | 10−6    | 0,000001    | 1873   |
| nano     | n       | 10−9    | 0,000000001 | 1960   |
| pico     | p       | 10−12   | 0,000000001 | 1960   |
| femto    | f       | 10−15   | 0,000000001 | 1964   |
| atto     | a       | 10−18   | 0,000000001 | 1964   |
| zepto    | z       | 10−21   | 0,000000001 | 1991   |
| yocto    | y       | 10−24   | 0,000000001 | 1991   |
| ronto    | r       | 10−27   | 0,000000001 | 2022   |
| quecto   | q       | 10−30   | 0,000000001 | 2022   |
| Notas 1. |         |         |             |        |

Para utilizá-los, basta juntar o prefixo aportuguesado e o nome da unidade, sem mudar a acentuação, como em nanossegundo, microssegundo, miliampere e deciwatt. Para formar o símbolo, basta juntar os símbolos básicos: nm, µm, mA e dW.
Exceções
- Unidades segundo e radiano: é necessário dobrar o r e o s. Exemplos: milissegundo, decirradiano, etc.
- Especiais: múltiplos e submúltiplos do metro: quilômetro (quilómetro), hectômetro (hectómetro), decâmetro, decímetro, centímetro e milímetro; também nanômetro (nanómetro), picômetro (picómetro) etc.[22]

Observações
- O k usado em "quilo", em unidades como quilômetro (km) e quilograma (kg), deve ser grafado em letra minúscula. É errado escrevê-lo em maiúscula.[22]
- Em informática, os símbolos "K", "M", "G" que podem preceder as unidades bits e bytes, provavelmente não se referem ao fator multiplicativo 1000, mas sim a 1024 unidades da grandeza citada (para correção a IEC definiu o chamado prefixo binário onde 1:1024 e o uso dos prefixos da SI passaram a valer 1:1000). O uso desses prefixos se trata na verdade de uma incorreção, já que os prefixos corretos seriam "Ki", "Mi", "Gi" (kibibyte, mebibyte, gibibyte, etc.), conforme a tabela oficial.[carece de fontes?]
- Em unidades como km² e km³ é comum ocorrerem erros de conversão. 1 km² = 1 000 000 m², porque 1 km × 1 km = 1 km², 1 km = 1000 m, 1000 m × 1000 m = 1 000 000 m². Para fazer conversões nesses casos, devem-se colocar mais dígitos por casa numérica: em metros, cada casa tem um dígito (exemplo: 1 0 0 0 m = 1 km); em metros quadrados (2), cada casa numérica tem dois dígitos (exemplo: 1000 m × 1000 m = 01 00 00 00 m² = 1 km²); em metros cúbicos (3), cada casa numérica tem três dígitos (exemplo: 1000 m × 1000 m × 1000 m = 001 000 000 000 m³ = 1 km³).[carece de fontes?]

## Escrita correta de unidades SI

### Nome de unidade
O nome das unidades deve ser sempre escrito em letra minúscula.
Exemplos:
- Correto: quilograma, newton, metro cúbico.
- Exceção: quando o nome estiver no início da frase e em "grau Celsius".

Somente o nome da unidade aceita o plural
É importante saber que somente o nome da unidade de medida aceita o plural. As regras para a formação do plural (no Brasil) para o nome das unidades de medida seguem a Resolução Conmetro 12/88, conforme ilustrado abaixo:
Para a pronúncia correta do nome das unidades, deve-se utilizar o acento tônico sobre a unidade e não sobre o prefixo.
- Exemplos: micrometro, hectolitro, milissegundo, centigrama, nanometro.
- Exceções: quilômetro, hectômetro, decâmetro, decímetro, centímetro e milímetro.

Ao escrever uma unidade composta, não se deve misturar o nome com o símbolo da unidade.
|                     | Certo | Errado       | Errado    |
| ------------------- | ----- | ------------ | --------- |
| quilômetro por hora | km/h  | quilômetro/h | km/hora   |
| metro por segundo   | m/s   | metro/s      | m/segundo |

### Símbolo de unidade
As unidades do SI podem ser escritas por seus nomes ou representadas por meio de símbolos.
Símbolo não é abreviatura
Símbolo não é abreviatura. É um sinal convencional e invariável utilizado para facilitar e universalizar a escrita e a leitura de significados — no caso, as unidades SI; logo, jamais deverá ser seguido de "ponto".
|            | Certo | Errado         |
| ---------- | ----- | -------------- |
| segundo    | s     | s.; seg.       |
| metro      | m     | m.; mtr.; mts. |
| quilograma | kg    | kg.; kgr.      |
| litro      | L     | l.; lts.       |
| hora       | h     | h.; hr.        |

Símbolo não admite plural
Símbolo não admite plural. Como sinal convencional e invariável que é, utilizado para facilitar e universalizar a escrita e a leitura de significados, nunca será seguido de "s".
|                  | Certo | Errado      |
| ---------------- | ----- | ----------- |
| cinco metros     | 5 m   | 5 ms ou mts |
| dois quilogramas | 2 kg  | 2 kgs       |
| oito horas       | 8 h   | 8 hs        |

### Representação
O resultado de uma medição deve ser representado com o valor numérico da medida, seguido de um espaço de até um caractere e, em seguida, o símbolo da unidade em questão.
Exemplo:
Para a unidade de temperatura grau Celsius, haverá um espaço de até um caractere entre o valor e a unidade, porém não se porá espaço entre o símbolo do grau e a letra C para formar a unidade "grau Celsius".
Exemplo:
Os símbolos das unidades de tempo hora (h), minuto (min) e segundo (s) são escritas com um espaço entre o valor medido e o símbolo. Também há um espaço entre o símbolo da unidade de tempo e o valor numérico seguinte.
Exemplo:
Exceções
- Para os símbolo da unidade de ângulo plano grau (°), minuto (′) e segundo (″), não deve haver espaço entre o valor medido e as unidades, porém, deve haver um espaço entre o símbolo da unidade e o próximo valor numérico.[carece de fontes?]

## Comércio internacional
Um dos objetivos da União Europeia (UE) é a criação de um mercado único para o comércio. Para atingir este objetivo, a UE estabeleceu como padrão o uso do SI como unidades legais de medida. A partir de 2009, foram emitidas duas diretivas de unidades de medida que catalogaram as unidades de medida que podem ser usadas para, dentre outras coisas, o comércio: a primeira foi a Diretiva 71/354/CEE publicada em 1971, que exigia dos estados-membros que padronizassem no SI, em vez de utilizar a variações dos sistemas CGS e MKS então em uso. A segunda foi a Diretiva 80/181/CEE publicada em 1979, que substituiu a primeira e deu ao Reino Unido e à República da Irlanda um número de derrogações à diretiva original.